# 多田留治
多田 留治（ただ とめじ、1907年7月8日 - 1991年7月5日）は、昭和時代の社会運動家。日本共産党名誉幹部会委員。 

## 経歴
兵庫県加古郡高砂町鍵町（現高砂市）生まれ。1922年高等小学校卒業後、三菱製紙高砂工場に就職。1924年10月同工場の労働組合高砂工友会の結成に参加、翌年のストライキでは指導者として活動。1928年高砂消費組合の結成に参加。同年5月組合同盟播州連合会の結成で常任執行委員。1929年10月日本共産党に入党。1930年1月日本共産青年同盟（共青）中央委員長・アジプロ部長となり上京、同年2月河原崎長十郎宅で検挙、懲役8年。1940年満期服役後、太平洋戦争勃発に伴う行政措置により、1943年再検挙。敗戦まで大阪刑務所に予防拘禁。
1945年10月日共に再入党。岸本茂雄らと兵庫県委員会を結成し、同年常任委員。1946年2月の第5回党大会、1947年12月の第6回党大会で中央委員候補。関西地方委員、同議長も務め、志田重男の有力な側近と言われた。1946年4月の第22回衆議院議員総選挙では兵庫2区から出馬し落選。1950年6月の公職追放による主流派の地下潜行後、臨時中央指導部員に就任。同月18日臨中が招集した全国代表者会議でテーゼ起草委員に選出されるが（椎野悦朗・輪田一造・鈴木市蔵・渡部義通・堀江邑一）、国際派の立場を表明し、8月7日に党内分派として除名された。9月1日に国際派が結成した日本共産党統一委員会の全国委員に選出された。のち主流派に復帰したが、第二次総点検運動で攻撃された。1958年から18年間兵庫県委員長。1961年7月の第8回党大会で中央委員、1970年7月の第11回党大会で幹部会委員、1977年10月の第14回党大会で名誉幹部会委員。

## 著書
- 『「破戒」の人びと』 新日本出版社、1984年11月